# Jan van Steenbergen

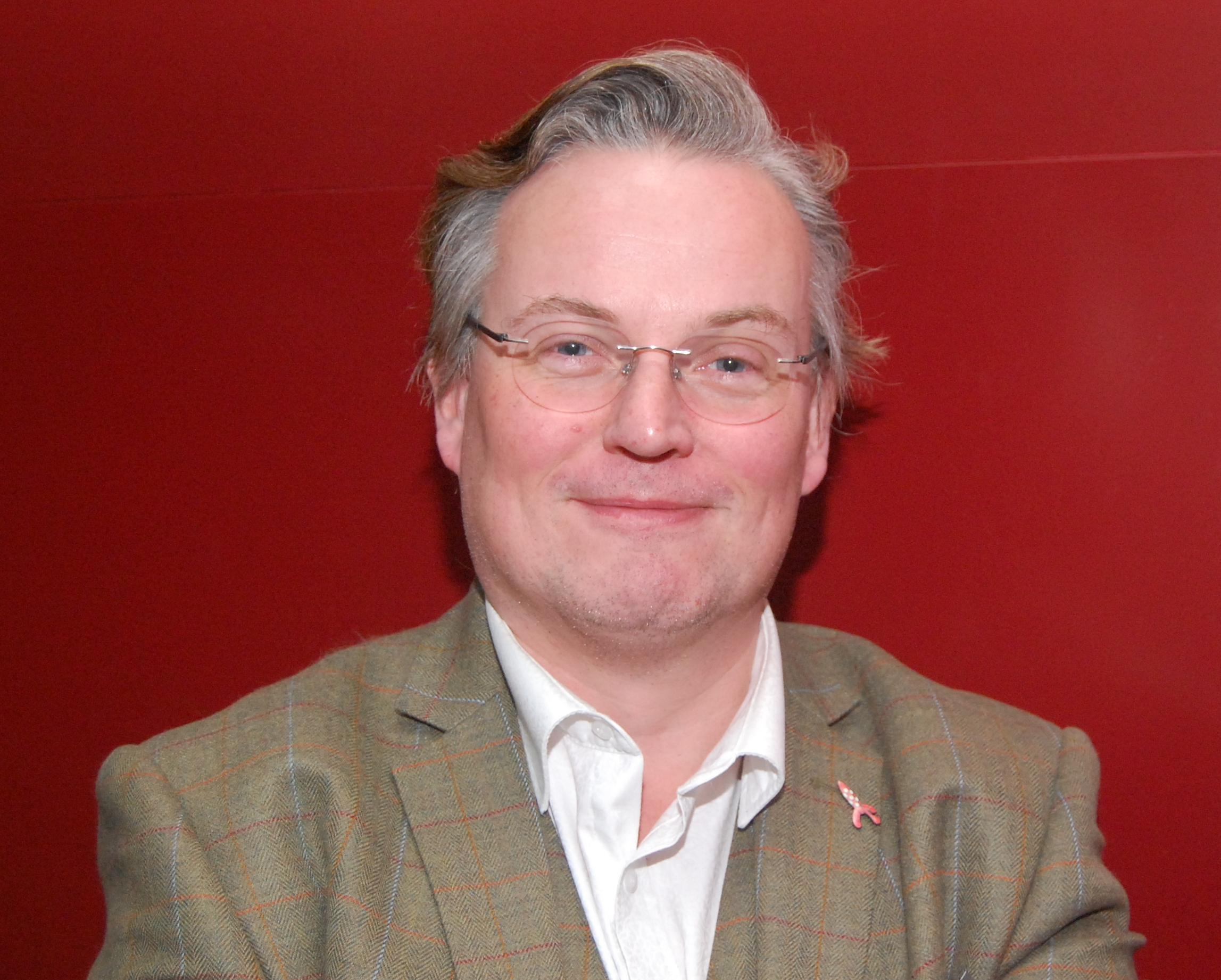
Jan van Steenbergen

Jan van Steenbergen, właśc. Johannes Hendrik van Steenbergen (ur. 3 czerwca 1970 w Hoorn) – holenderski językotwórca, dziennikarz, tłumacz oraz znawca kultury polskiej, absolwent Instytutu Europy Wschodniej (specjalizacja: Polska, Ukraina) na Uniwersytecie w Amsterdamie, gdzie równolegle studiował muzykologię. Zajmuje się tworzeniem międzysłowiańskiego, wenedyckiego, wozgijskiego oraz kilku innych języków sztucznych. Jest także przewodnikiem projektu fantastycznego świata Ill Bethisad.
W latach dziewięćdziesiątych odbył studia uzupełniające w Warszawie, pracował także przy festiwalu muzyki współczesnej Warszawska Jesień (1995). W wieku 26 lat rozpoczął prace nad dwoma równoległymi projektami sztucznych języków: Vozgian (północnosłowiański z wpływami uralskimi) i Hattic (nieistniejąca gałąź rodziny języków indoeuropejskich). W 2009 opisał możliwości wykorzystania Asylco w dydaktyce szkolnej, w nauce oraz w praktyce komunikacyjnej z osobami pozbawionymi możliwości mówienia. Uczestniczył w kilkuosobowym projekcie typu interlingua o nazwie Slovianski i opracował własną odrębną, naturalistyczną odmianę tego języka, znaną jako Slovianski-N, oraz słownik elektroniczny języka międzysłowiańskiego. Opracował także wenedyk – fikcyjny język romański, oparty na polskim i łacinie ludowej. Wenedycki jest narodowym językiem w podlegającej projektowi Ill Bethisad Rzeczypospolitej Dwóch Koron (wen. Rzejpybiełka Dwar Korunar) i posiada swój siostrzany dialekt – Šležan.
Za zasługi w zakresie kultury i nauki słowiańskiej został odznaczony medalem im. Josefa Dobrovskiego w listopadzie 2013 r.